# Leptodactylus mystacinus
Leptodactylus mystacinus é uma espécie de anfíbio  da família Leptodactylidae.
Pode ser encontrada nos seguintes países: Argentina, Bolívia, Brasil, Paraguai e Uruguai.
Os seus habitats naturais são: florestas subtropicais ou tropicais húmidas de baixa altitude, savanas húmidas, matagal árido tropical ou subtropical, matagal húmido tropical ou subtropical, matagal tropical ou subtropical de alta altitude, campos de gramíneas de clima temperado, campos de gramíneas subtropicais ou tropicais secos de baixa altitude, campos de gramíneas de baixa altitude subtropicais ou tropicais sazonalmente húmidos ou inundados, lagos de água doce, lagos intermitentes de água doce, pastagens, jardins rurais, florestas secundárias altamente degradadas e lagoas.